# Xiuhtlaltzin
Xiuhtlaltzin, död 983, var regerande drottning av toltekerriket Tula mellan 979 och 983. Hon var Tulas enda kvinnliga monark. 